# Johann Christoph Ilsemann
Johann Christoph Ilsemann (* 7. April 1727 in Clausthal; † 13. Oktober 1822 ebenda) war ein deutscher Apotheker, Chemiker und Mineraloge. Er leitete rund 60 Jahre die Ratsapotheke in Clausthal.

## Leben und Wirken
Sein Vater Johann Wilhelm (1686–1766) war ebenfalls Apotheker in Clausthal. Neben seiner Apothekerlehre in Wolfenbüttel und Berlin lernte Johann Christoph Ilsemann auch bei ihm. Vieles brachte er sich auch selbst bei und erwarb sich damit einen Ruf als Naturwissenschaftler. Er war ein guter Geschäftsmann und wurde durch Arzneilieferungen wohlhabend. Häufig beauftragte man ihn im Rahmen des Harzer Bergbaus mit chemischen Untersuchungen. Zeitweise galt er im Bereich des Harzes als einziger Fachmann mit der nötigen chemischen Expertise für den Bergbau.
Er unternahm Versuche zur Trennung von Erzen im Bergbau, besonders Eisenerzen und die Abtrennung des Schwefels aus Eisenerzen mit Kalkstein.
In der von Lorenz von Crell herausgegebenen Zeitschrift Die neuesten Entdeckungen in der Chemie veröffentlichte er über Minerale, unter anderem über das Molybdän enthaltende, 1871 von Hanns Höfer nach ihm Ilsemannit benannte Mineral aus dem Harz. Weitere Veröffentlichungen betrafen Knallquecksilber, Darstellung von Silber und Silberphosphat, Trennung von Bariumoxid und Eisen, Mangan im Eisenerz.
Seine bedeutende Mineralsammlung veranlasste Johann Wolfgang von Goethe 1777 auf seiner Harzreise zu einem Besuch. Sie war auch Anziehungspunkt für Besuche weiterer Persönlichkeiten wie des Apothekers Johann Bartholomäus Trommsdorff aus Erfurt oder des sächsischen Berghauptmanns Johann Carl Freiesleben.
Die Anfänge der Bergschule (der späteren TU Clausthal) bestanden aus Spezialvorlesungen an der Lateinschule in Clausthal, die Ilsemann seit 1775 bis etwa 1800 über Chemie, Mineralogie und Metallurgie hielt. Für seine Leistungen wurde er vom Hannoverschen König zum Bergkommissar ernannt.
Ilsemann war Ehrenmitglied im norddeutschen Apothekerverein. Zu seinen Freunden gehörte der Arzt Lebrecht Friedrich Benjamin Lentin. 
Er heiratete 1762 Sophie Meyer (1743–1796), Tochter eines Apothekers in Salzderhelden und Einbeck, und hatte mit ihr mindestens fünf Kinder. Der Sohn Karl Friedrich (1786–1865) war sein Nachfolger als Apotheker in Clausthal und ebenfalls Mineraloge. Sein Enkel Karl Ilsemann (1822–1899) war geheimer Justizrat und Senatspräsident am Landgericht Hannover. Karl von Ilsemann (1856–1930), ein Urenkel, war preußischer Generalleutnant. Dessen Sohn Sigurd von Ilsemann (1884–1952) war Flügeladjutant von Wilhelm II. in seinem Exil in Doorn und Iwan von Ilsemann Generalmajor und im Zweiten Weltkrieg Militärattaché in der Schweiz.